# Rhamdella jenynsii
Rhamdella jenynsii är en fiskart som först beskrevs av Günther, 1864.  Rhamdella jenynsii ingår i släktet Rhamdella och familjen Heptapteridae. Inga underarter finns listade i Catalogue of Life.